# Impaled Nazarene
Az Impaled Nazarene finn black metal/extrém metal együttes, hardcore punk és grindcore beütésekkel. 1990-ben alakultak meg Oulu-ban. Jelenleg négy taggal rendelkeznek: Mika Luttinennel, Reima Kellokoskival, Mikael Amkillal és Tomi Ullgrennel. A zenekar a finn extrém metal műfaj egyik legjelentősebb alakjának számít. Luttinen az egyetlen olyan tag, aki a kezdetektől fogva benne van az együttesben.
Lemezeiket az Osmose Productions kiadó jelenteti meg.
Az eredeti felállás ez volt: Mika Luttinen, Kimmo Luttinen, Mika Paakkö, Ari Holappa és Antti Pihkala. A bemutatkozó demólemezük felkerült a finn slágerlistára is. Karrierjük kezdetén szenvedélyesen utálták a norvég black metal szcénát, de az évek alatt eltávolodtak az utálattól, Mika Luttinen ki is jelentette, hogy semmi baja nincs velük, sem a zenéjükkel, sem magával a norvégokkal.
Eleinte kifestett arcokkal („corpse paint”) szerepeltek.
Szövegeik fő témája a finn nacionalizmus, és az antikommunizmus. Sokan humort is véltek felfedezni az együttes dalaiban, viszont ezt a tagok egy interjúban tagadták, kijelentették, hogy „ha a szövegeinket az emberek viccesnek találják, akkor valami nagyon nincs rendben velük”. Visszatérő elem lett az Impaled Nazarene karrierjében, hogy az összes albumukon, legalább egy dal tartalmazza a goat (kecske) szót. Ennek az értelmét is elmagyarázták az együttes tagjai: ez azért van így, mert a legelső középlemezük a Goat Perversion címet viselte, és a tagok jópofának gondolták, hogy a dalok tartalmazzák a goat szót.

## Stúdióalbumok
- Ugra-Karma (1993)
- Suomi Finland Perkele (1994)
- Latex Cult (1996)
- Rapture (1998)
- Nihil (2000)
- Absence of War does Not Mean Peace (2001)
- All that You Fear (2003)
- Pro Patria Finlandia (2006)
- Manifest (2007)
- Road to Octagon (2010)
- Vigorous and Liberating Death (2014)
- Eight Headed Serpent (2021)